# إدوارد أ. تيري
إدوارد أ. تيري (بالإنجليزية: Edward Terry)‏ هو ضابط أمريكي، ولد في 24 يناير 1839 في هارتفورد في الولايات المتحدة، وتوفي في 2 يونيو 1882 في مانيتو سبرينغز في الولايات المتحدة.